# Décès en novembre 2014
Décès
- 2010
- 2011
- 2012
- 2013
- 2014
- 2015
- 2016
- 2017
- 2018

Pour une information complémentaire, voir la page d'aide.

| Date         | Nom                             | Activités                                                                                           | Âge | Source |
| ------------ | ------------------------------- | --------------------------------------------------------------------------------------------------- | --- | ------ |
| 1er novembre | Gustavo Biosca                  | Footballeur espagnol.                                                                               | 86  | (es)   |
| 1er novembre | Guy Fischer                     | Homme politique français, sénateur (1995-2014).                                                     | 70  |        |
| 1er novembre | Albert Först (de)               | Prélat catholique allemand.                                                                         | 87  | (pt)   |
| 1er novembre | Hugues Le Bars                  | Compositeur français.                                                                               | 64  |        |
| 1er novembre | Hubert de Montille              | Avocat et vigneron français, bourguignon.                                                           | 84  |        |
| 1er novembre | Vira Silenti                    | Actrice italienne.                                                                                  | 83  | (it)   |
| 1er novembre | Wayne Static                    | Chanteur américain.                                                                                 | 48  | (en)   |
| 2 novembre   | Acker Bilk                      | Clarinettiste britannique.                                                                          | 85  | (en)   |
| 2 novembre   | Pierre Daix                     | Écrivain et journaliste français.                                                                   | 92  |        |
| 2 novembre   | Veljko Kadijević                | Militaire et homme politique yougoslave.                                                            | 88  | (hr)   |
| 2 novembre   | Christiane Minazzoli            | Actrice française.                                                                                  | 83  |        |
| 3 novembre   | Mariem Fakhr El Dine            | Actrice égyptienne.                                                                                 | 81  | (en)   |
| 3 novembre   | Tinus Linee                     | Joueur de rugby à XV sud-africain.                                                                  | 45  |        |
| 3 novembre   | Gordon Tullock                  | Professeur de droit et d'économie américain.                                                        | 92  | (en)   |
| 4 novembre   | James Mwewa Spaita              | Prélat catholique zambien.                                                                          | 80  | (en)   |
| 4 novembre   | S. Donald Stookey (en)          | Inventeur américain de la vitrocéramique (CorningWare).                                             | 99  | (en)   |
| 5 novembre   | Lane Evans                      | Homme politique américain.                                                                          | 63  | (en)   |
| 5 novembre   | Manitas de Plata                | Guitariste gitan.                                                                                   | 93  |        |
| 5 novembre   | Jean-Jacques Rousseau           | Cinéaste belge.                                                                                     | 67  |        |
| 6 novembre   | Évelyne Baylet                  | Dirigeante d'entreprise et femme politique française centenaire.                                    | 101 |        |
| 6 novembre   | Abdelwahab Meddeb               | Écrivain, poète et animateur de radio franco-tunisien.                                              | 68  |        |
| 7 novembre   | Lincoln D. Faurer               | Lieutenant général américain                                                                        | 86  | (en)   |
| 7 novembre   | Françoise Graton                | Actrice québécoise.                                                                                 | 84  |        |
| 7 novembre   | Maurice Tournade                | Journaliste et caricaturiste français.                                                              | 89  |        |
| 8 novembre   | Phil Crane                      | Homme politique américain.                                                                          | 84  | (en)   |
| 8 novembre   | Lise Fortier                    | Médecin gynécologue québécoise.                                                                     | 89  |        |
| 8 novembre   | Hannes Hegen                    | Dessinateur allemand, caricaturiste et scénariste de bande dessinée.                                | 89  | (de)   |
| 9 novembre   | Mirl Buchner                    | Skieuse alpine allemande, médaillée d'argent et de bronze aux Jeux olympiques d'hiver de 1952..     | 90  | (de)   |
| 9 novembre   | Juan Antonio Flores Santana     | Prélat catholique dominicain.                                                                       | 87  | (es)   |
| 9 novembre   | René Gallina                    | Footballeur français.                                                                               | 69  |        |
| 9 novembre   | Willy Monty                     | Coureur cycliste belge.                                                                             | 75  |        |
| 9 novembre   | Ernie Vandeweghe                | Basketteur américain.                                                                               | 86  | (en)   |
| 10 novembre  | Gabriel Abossolo                | Footballeur camerounais.                                                                            | 75  |        |
| 10 novembre  | Jacques Bertrand                | Animateur de radio canadien.                                                                        | 61  |        |
| 10 novembre  | Steve Dodd                      | Acteur australien.                                                                                  | 86  | (en)   |
| 10 novembre  | Louis Robin                     | Homme politique français.                                                                           | 91  |        |
| 10 novembre  | Ken Takakura                    | Acteur japonais.                                                                                    | 83  |        |
| 11 novembre  | Caetano Antônio Lima dos Santos | Prélat catholique brésilien.                                                                        | 98  | (pt)   |
| 11 novembre  | Carol Ann Susi                  | Actrice américaine.                                                                                 | 62  | (en)   |
| 12 novembre  | Warren Clarke                   | Acteur britannique.                                                                                 | 67  | (en)   |
| 12 novembre  | Jean-Pierre de Launoit          | Banquier belge, président du Concours Reine Élisabeth.                                              | 79  |        |
| 12 novembre  | Carlos Emilio Morales           | Guitariste cubain.                                                                                  | 75  |        |
| 12 novembre  | Viktor Serebryanikov            | Footballeur ukrainien.                                                                              | 74  | (ru)   |
| 13 novembre  | Manoel de Barros                | Poète brésilien.                                                                                    | 97  | (pt)   |
| 13 novembre  | Kakha Bendoukidze               | Homme d'affaires soviétique, géorgien.                                                              | 58  | (en)   |
| 13 novembre  | Alvin Dark                      | Joueur américain de baseball.                                                                       | 92  |        |
| 13 novembre  | Alexandre Grothendieck          | Mathématicien apatride puis français.                                                               | 86  |        |
| 13 novembre  | Jacques Saulnier                | Chef décorateur français de cinéma.                                                                 | 86  |        |
| 13 novembre  | Armand Vallin Feigenbaum        | Statisticien américain.                                                                             | 92  | (en)   |
| 14 novembre  | Henri Brincard                  | Prélat catholique français, évêque du Puy depuis 1988.                                              | 74  |        |
| 14 novembre  | Jane Byrne                      | Femme politique américaine.                                                                         | 81  | (en)   |
| 14 novembre  | Tulio Halperín Donghi           | Historien argentin.                                                                                 | 88  | (es)   |
| 14 novembre  | Eugène Dynkin                   | Mathématicien soviétique, russe.                                                                    | 90  | (ru)   |
| 14 novembre  | Adib Jatene                     | Cardiologue brésilien.                                                                              | 85  | (en)   |
| 14 novembre  | Glen A. Larson                  | Scénariste et producteur de télévision américain.                                                   | 77  |        |
| 14 novembre  | Lucilla Morlacchi               | Actrice italienne.                                                                                  | 78  | (it)   |
| 14 novembre  | Marc Venard                     | Historien français du christianisme.                                                                | 85  |        |
| 15 novembre  | Lucien Clergue                  | Photographe français.                                                                               | 80  |        |
| 15 novembre  | Valéry Mezague                  | Footballeur camerounais.                                                                            | 30  |        |
| 16 novembre  | Javier Azagra Labiano (en)      | Prélat catholique espagnol.                                                                         | 91  | (es)   |
| 16 novembre  | Jovan Ćirilov                   | Dramaturge et acteur serbe.                                                                         | 83  | (sr)   |
| 16 novembre  | Serge Moscovici                 | Psychologue social, historien des sciences et théoricien français de l'écologie politique.          | 89  |        |
| 16 novembre  | José Luis Viejo                 | Coureur cycliste espagnol.                                                                          | 65  | (en)   |
| 16 novembre  | Jean-François Vilar             | Écrivain français.                                                                                  | 67  |        |
| 17 novembre  | Ilija Pantelić                  | Footballeur yougoslave, serbe.                                                                      | 72  |        |
| 17 novembre  | Fred Personne                   | Acteur français.                                                                                    | 81  |        |
| 17 novembre  | Jimmy Ruffin                    | Chanteur américain.                                                                                 | 78  |        |
| 18 novembre  | Alain Gilles                    | Basketteur français.                                                                                | 69  |        |
| 18 novembre  | Jean-François Jarrige           | Archéologue français.                                                                               | 74  |        |
| 19 novembre  | Didier Chouat                   | Homme politique français.                                                                           | 69  |        |
| 19 novembre  | Jeremiah Coffey                 | Prélat catholique australien.                                                                       | 81  | (en)   |
| 19 novembre  | Ramón Hoyos                     | Coureur cycliste colombien.                                                                         | 82  | (es)   |
| 19 novembre  | Gholam Hossein Mazloumi         | Footballeur iranien.                                                                                | 64  | (fa)   |
| 19 novembre  | Mike Nichols                    | Réalisateur américain.                                                                              | 83  |        |
| 19 novembre  | Leonard Olivier (en)            | Prélat catholique américain.                                                                        | 91  | (en)   |
| 19 novembre  | Sebelio Peralta Álvarez         | Prélat catholique paraguayen.                                                                       | 75  | (es)   |
| 19 novembre  | Kaci Tizi Ouzou                 | Comédien algérien.                                                                                  | 83  |        |
| 20 novembre  | Jacques Bariéty                 | Historien français.                                                                                 | 84  |        |
| 20 novembre  | Márcio Thomaz Bastos            | Homme politique brésilien.                                                                          | 79  | (pt)   |
| 20 novembre  | Arthur Butterworth              | Chef d'orchestre et compositeur britannique.                                                        | 91  | (en)   |
| 20 novembre  | Cayetana Fitz-James Stuart      | Aristocrate espagnole, 18e duchesse d'Albe.                                                         | 88  |        |
| 21 novembre  | Claude Sylvestre                | Réalisateur québécois.                                                                              | 87  |        |
| 22 novembre  | Fiorenzo Angelini               | Cardinal italien.                                                                                   | 98  | (it)   |
| 22 novembre  | Lewis Baltz                     | Photographe américain.                                                                              | 69  |        |
| 22 novembre  | Derek Deadman                   | Acteur britannique.                                                                                 | 74  | (en)   |
| 22 novembre  | Bernard Heidsieck               | Poète français.                                                                                     | 85  |        |
| 22 novembre  | Marcel Paquet                   | Philosophe belge.                                                                                   | 67  | (pl)   |
| 22 novembre  | Émile Poulat                    | Historien et sociologue français.                                                                   | 94  |        |
| 23 novembre  | Jean-François Arrigoni Neri     | Peintre, illustrateur, graveur et lithographe français.                                             | 77  |        |
| 23 novembre  | Dorothy Cheney                  | Joueuse de tennis américaine.                                                                       | 98  | (en)   |
| 23 novembre  | Hélène Duc                      | Actrice française.                                                                                  | 97  |        |
| 23 novembre  | Joseph Francis Maguire (en)     | Prélat catholique américain.                                                                        | 95  | (en)   |
| 23 novembre  | Pat Quinn                       | Hockeyeur canadien, puis entraîneur.                                                                | 71  |        |
| 23 novembre  | Rudolf Reichling                | Rameur puis homme politique suisse, médaillé d'argent aux Jeux olympiques d'été de 1948.            | 90  | (de)   |
| 24 novembre  | Jean-Paul Béchat                | Ingénieur français, PDG de la Snecma (1996-2005).                                                   | 72  |        |
| 24 novembre  | Jorge Herrera Delgado           | Homme politique mexicain.                                                                           | 53  | (es)   |
| 24 novembre  | Viktor Tikhonov                 | Hockeyeur sur glace soviétique, russe.                                                              | 84  |        |
| 25 novembre  | Joseph Thomas Dimino (en)       | Prélat catholique américain.                                                                        | 91  | (en)   |
| 25 novembre  | Vladimir Gundartsev             | Biathlète soviétique, champion olympique et médaillé de bronze aux Jeux olympiques d'hiver de 1968. | 69  | (ru)   |
| 25 novembre  | Petr Hapka                      | Compositeur tchèque.                                                                                | 70  | (cs)   |
| 25 novembre  | Denham Harman                   | Chimiste, biologiste et médecin gérontologue américain.                                             | 98  | (en)   |
| 26 novembre  | Don Dee                         | Basketteur américain, champion aux Jeux olympiques d'été de 1968.                                   | 71  | (en)   |
| 26 novembre  | Annemarie Düringer              | Actrice suisse.                                                                                     | 89  | (de)   |
| 26 novembre  | Marvin Leonard Goldberger       | Physicien et théoricien américain.                                                                  | 92  | (en)   |
| 26 novembre  | Sabah                           | Chanteuse libanaise.                                                                                | 87  |        |
| 26 novembre  | Gilles Tremblay                 | Hockeyeur canadien, québécois, puis commentateur de hockey.                                         | 75  |        |
| 26 novembre  | Ángel Tulio Zof                 | Footballeur puis entraîneur argentin.                                                               | 86  | (es)   |
| 27 novembre  | Érick Bamy                      | Chanteur français.                                                                                  | 64  |        |
| 27 novembre  | Célia Bertin                    | Femme de lettres française.                                                                         | 94  |        |
| 27 novembre  | Phillip Hughes                  | Joueur de cricket australien.                                                                       | 25  |        |
| 27 novembre  | P.D. James                      | Femme de lettres britannique, vouée aux polars.                                                     | 94  |        |
| 27 novembre  | Jack Kyle                       | Joueur de rugby nord-irlandais.                                                                     | 88  | (en)   |
| 27 novembre  | Stanisław Mikulski              | Acteur polonais.                                                                                    | 85  | (pl)   |
| 27 novembre  | Frank Yablans                   | Producteur et scénariste américain.                                                                 | 79  | (en)   |
| 28 novembre  | Saïd Akl                        | Poète libanais centenaire.                                                                          | 102 |        |
| 28 novembre  | Chespirito                      | Scénariste, acteur, réalisateur et humoriste mexicain.                                              | 85  | (en)   |
| 28 novembre  | Claude Schürr                   | Peintre et lithographe français.                                                                    | 93  | (nl)   |
| 28 novembre  | Lucidio Sentimenti              | Footballeur italien.                                                                                | 94  | (it)   |
| 28 novembre  | Bunta Sugawara                  | Acteur japonais.                                                                                    | 81  | (en)   |
| 28 novembre  | Radomir Vukčević                | Footballeur yougoslave puis croate.                                                                 | 70  | (cr)   |
| 29 novembre  | Brian Macdonald                 | Danseur, chorégraphe et metteur en scène canadien.                                                  | 86  |        |
| 29 novembre  | Pyotr Zayev                     | Boxeur soviétique, médaillé d'argent aux Jeux olympiques d'été de 1980.                             | 61  | (ru)   |
| 30 novembre  | Paul Buissonneau                | Comédien et metteur en scène canadien, québécois.                                                   | 87  |        |
| 30 novembre  | Kent Haruf                      | Écrivain américain.                                                                                 | 71  | (en)   |
| 30 novembre  | Muriel Millard                  | Chanteuse, puis artiste peintre canadienne, québécoise.                                             | 91  |        |
| 30 novembre  | Go Seigen                       | Joueur de go chinois.                                                                               | 100 | (en)   |